# Tom Wood (fotograf)
Thomas Wood (* 14. ledna 1951) je irský pouliční fotograf, portrétista a fotograf krajiny se sídlem v Británii. Wood je nejznámější svými fotografiemi z Liverpoolu a Merseyside v letech 1978 až 2001, „na ulicích, v hospodách a klubech, na trzích, na pracovištích, v parcích a na fotbalových hřištích“ „cizinců, smíšených se sousedy, rodinou a přáteli“. Jeho práce byly publikovány v několika knihách, byly široce vystavovány na samostatných výstavách a získaly ocenění. Do 7. ledna 2024 měl retrospektivní výstavu ve Walker Art Gallery v Liverpoolu.

## Životopis
Wood se narodil a vyrůstal v Crossmolina, hrabství Mayo na západě Irska. Jeho rodina odešla do Anglie během jeho dospívání, když jeho matka, katolička, byla nucena odejít poté, co se provdala za jeho otce, protestanta. Vyučil se jako konceptuální malíř na Leicester Polytechnic od roku 1973 do roku 1976. Rozsáhlé sledování experimentálních filmů ho přivedlo k fotografii, ve které je samouk. Prozkoumal „množství formálně odlišných témat a citací“ s přístupem „mnohem plynulejším, než diktují současné konvence postkonceptuální fotografie nebo fotožurnalistiky“. V roce 1978 se Wood přestěhoval do Merseyside a v roce 2003 do Severního Walesu, kde působí jako lektor fotografie na částečný úvazek na Coleg Llandrillo Cymru.
Wood fotografoval především v Liverpoolu a Merseyside v letech 1978 až 2001, především pouliční fotografii „na ulicích, v hospodách a klubech, na trzích, na pracovištích, v parcích a na fotbalových hřištích“ „cizinců, smíšených se sousedy, rodinou a přáteli“. Současně také pracoval na dlouhodobém studiu krajiny na západě Irska, Severním Walesu a Merseyside. Od doby, kdy jeho rodina odešla, se každý rok vracel na západ Irska.
Obrázky z první Woodovy knihy a nejslavnější série, Looking For Love (1989), ukazují lidi zblízka a osobně v diskotékové hospodě Chelsea Reach v New Brightonu, Merseyside, kde pravidelně fotografoval v letech 1982 až 1985. Následoval All Zones Off Peak (1998), který je popsán v The Photobook: A History sv. 2. All Zones Off Peak obsahuje fotografie z 18 let jízdy v autobusech Liverpoolu během jeho „autobusové odysey“ v letech 1978 až 1996 – snímky vybrané z asi 100 000 negativů. Následovaly People (1999) a retrospektivní kniha Photie Man (2005), vytvořená ve spolupráci s irským umělcem Padraigem Timoneym. Jeho práce je zahrnuta v přepracovaném vydání Bystander: A History of Street Photography (2001).
Woodova první velká britská show, Muži a ženy, byla v The Photographers' Gallery v Londýně v roce 2012. Jeho první úplná retrospektiva ve Spojeném království byla v National Media Museum v Bradfordu v roce 2013. Jeho krajinářské fotografie byly poprvé vystaveny v roce 2014.
Kritik Sean O'Hagan popsal Wooda jako „průkopnického koloristu“, „fotografa, pro kterého neexistují žádná pravidla“ s „instinktivním přístupem k fotografování lidí zblízka a osobně“ a cituje fotografa Simona Robertse, jak říká Woodovy fotografie. "Nějak zkombinovat syrovost a intimitu způsobem, který se dokáže vyhnout obvinění z voyeurismu a vpádu, které často psí práce tohoto druhu." Phill Coomes z BBC News napsal, že "ať už byly pořízeny nebo vyrobeny kdekoli, zdá se, že jeho obrázky vždy mají stopu lidské existence a ve svém středu jsou o životech, které procházejí zobrazenými prostory." Fotografický kritik The New Yorker's, Vince Aletti, popsal Woodův styl jako „volný, instinktivní a mrtvolný“ a dodal, že „díky němu Martin Parr vypadá jako formalista“.

## Publikace
- Looking for Love: Chelsea Reach. Manchester: Cornerhouse, 1989. ISBN 978-0948797453.
- All Zones off Peak. Stockport: Dewi Lewis, 1998. ISBN 978-1899235865. Text: Mark Holborn.
- People. Cologne: Wienand, 1999. ISBN 978-3879096664. Anglicky a německy.
- Tom Wood. Saar, Germany: Galerie im Buergerhaus Neunkirchen, 2000. ISBN 978-3879096664. Výstavní katalog. Anglicky a německy.
- Bus Odyssey. Ostfildern-Ruit, Germany: Hajte Cantz, 2001. ISBN 978-3775711227. Výstavní katalog. With an essay by Sylvia Böhmer. Anglicky a německy.
- Not Only Female…. Cologne: Schaden, 2004. ISBN 978-3932187407. Výstavní katalog. Text: Joerg Bader, "Broken English Working Class Hero", anglicky a německy.
- Photie Man. Göttingen: Steidl, 2005. ISBN 978-3865210838.
- F/M. Villeurbanne, France: 205. ISBN 978-2-919380-07-7. Anglicky a francouzsky. Text: Gilles Verneret a Durden Mark. Edition of 750 copies. A subset of photographs from Photie Man.
- Men and Women. Göttingen: Steidl, 2012. ISBN 978-3869305707. A two volume collection.
- The DPA Work. Göttingen: Steidl, 2014. A two-volume collection, one on Rainhill Hospital in Liverpool (1988–1990) and one on Cammell Laird shipyard (1993–1996) in Birkenhead, commissioned by the Documentary Photography Archive.
- Termini. Guingamp, France: Gwinzegal, 2018. ISBN 979-10-94060-21-6. Text: Paul Farley.
- Women's Market. London: Stanley/Barker, 2018. ISBN 978-1-9164106-0-2. Photographs of the Great Homer Street market (Everton), 1978–1999. Edition of 1000 copies.[n 1][20][21][22]
- 101 Pictures. Bristol: RRB, 2020. Selected by Martin Parr, edited and sequenced by Padraig Timoney. Edition of 1500 copies.[23][24]
- People of the Lane. Living in and around Lark Lane, 1880-2020. An oral history by Kay Flavell: Introduction by Bryan Biggs, 28 color photographs by Tom Wood.  Vallejo: New Pacific Studio, 2021. ISBN 978-0-578-70934-5.
- Snatch out of time. Tokyo: Super Labo, 2022.

## Ocenění
- Cena Terence Donovana, Královská fotografická společnost, Bath, 1998[25]
- Prix Dialogue de l'Humanite, Rencontres d'Arles, Francie, 2002[26]

## Televizní vystoupení
- Co dělají umělci celý den? (BBC, 2014)[27]

## Výstavy

### Samostatné výstavy
- International Centre of Photography, New York, 1996.[28]
- All Zones off Peak, Gallery of Photography Ireland, 1999.[29]
- Suermondt-Ludwig Museum, Aachen, Germany, 2001.[30]
- Kasseler Kunstverein, Kassel, Germany, 2002.[31]
- Stadtische Galerie, Wolfsburg, 2002.[32]
- Kunsthalle, Wilhelmshaven, 2002.[33]
- Photieman, Castlefield Gallery, Manchester, 2003[34]
- Sad Beautiful Life, C/O Berlin, Berlin, Germany, 2003.[35]
- Kunsthalle Bremen, Bremen, Germany, 2004.[36]
- 2005: Photieman, Le château d’eau, pôle photographique de Toulouse, Toulouse, France.[37]
- Foam Fotografiemuseum Amsterdam, Amsterdam, 2005.[38]
- 2005: Looking for Love, Musée de l'Élysée, Lausanne, Switzerland (with Larry Sultan).[39]
- Men and Women, The Photographers' Gallery, London;[11] Gallery of Photography, Dublin, 2013/2014.[29]
- Tom Wood – DPA Work, Contemporary Art Space Chester, University of Chester, Chester, 2013.[40] (Photographs of Rainhill Hospital (1988–1990), commissioned by the Documentary Photography Archive (DPA), Manchester and made before the closure of the institution.[40])
- Tom Wood – DPA Work, Contemporary Art Space Chester, University of Chester, Chester, 2013.[40] Photographs of Cammell Laird shipyard (1993–1996) in Liverpool, commissioned by the DPA and made before the closure of the institution.
- Tom Wood: Photographs 1973–2013, 8 March – 16 June 2013. National Media Museum, Bradford, 2013.[41][42]
- Landscapes, Oriel Mostyn, Llandudno, Wales, 2014. Kurátor: Mark Durden.[18]
- Photie Man: 50 Years of Tom Wood, Walker Art Gallery, Liverpool, 20 May 2023 – 7 January 2024. A retrospective, kurátor: Charlotte Keenan.[43][44]

### Skupinové výstavy
- The Sidewalk Never Ends: Street Photography Since the 1970's, Art Institute of Chicago, Chicago, IL, 2001/2002[45][46]
- Photography Collection: Rotation 3, Museum of Modern Art, New York, 2006.[47]
- Every Man and Woman is a Star: Photographs by Martin Parr and Tom Wood, Walker Art Gallery, Liverpool, 2013.[48] S Martinem Parrem.

## Sbírky
Woodova práce se nachází v těchto veřejných sbírkách:
- Mezinárodní centrum fotografie, New York: 1 výtisk (k květnu 2019)[49]
- Institut umění v Chicagu, Chicago, IL: 4 výtisky (k květnu 2019)[50]
- National Photography Collection, National Science and Media Museum, Bradford[51]
- Walker Art Gallery, Liverpool[52]
- Deutsche Börse Photography Foundation, Frankfurt a. M.[53]